# Danza sagrada

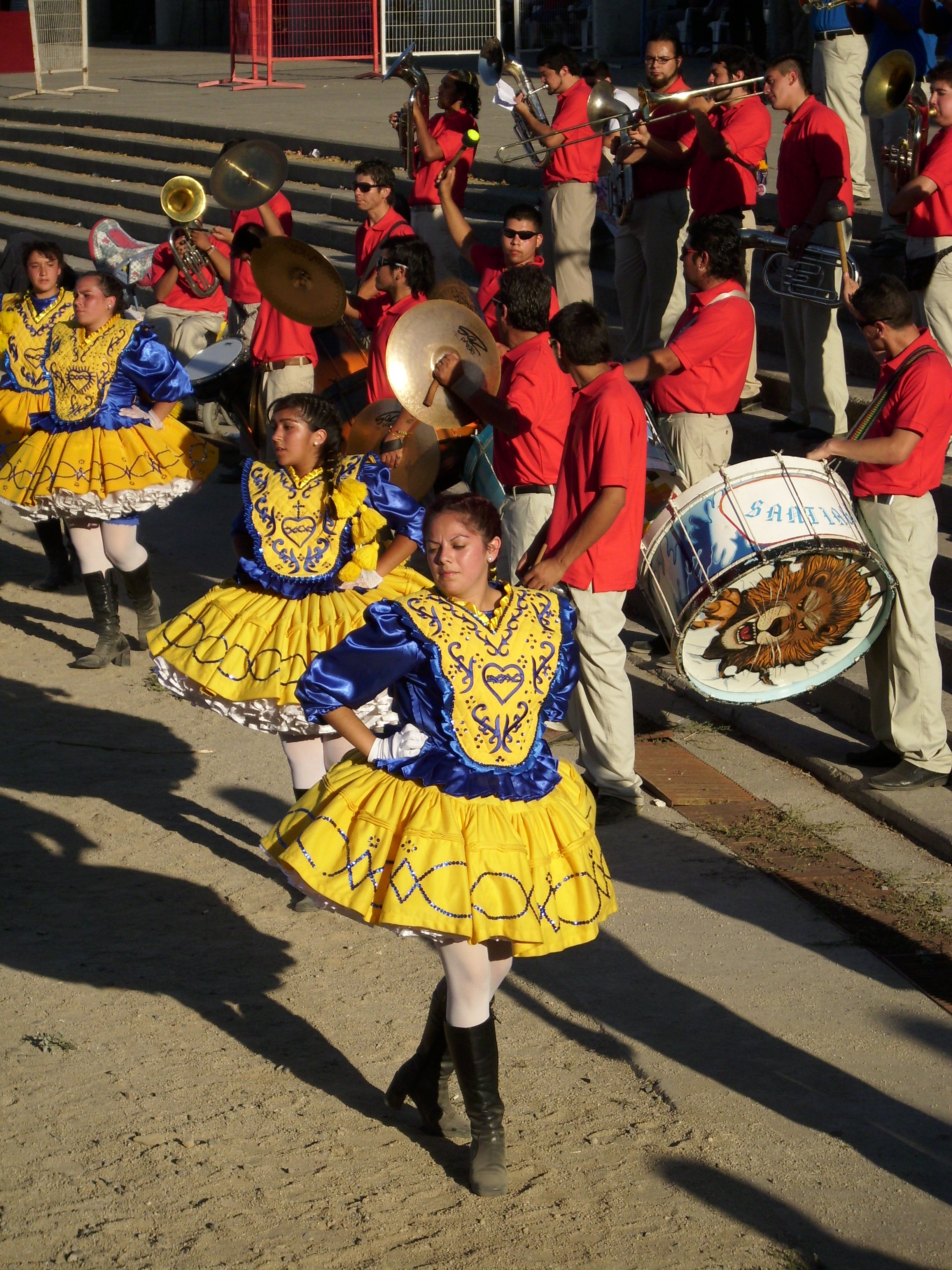
Grupo de baile religioso danzando en la explanada del Templo Votivo de Maipú. 14 de marzo de 2010.

Se llama danza sagrada a  la que se realiza por motivos espirituales o en honor de la divinidad. 
Era la que los judíos practicaban en las fiestas solemnes y con ocasión de regocijos públicos. Se dice así mismo que todas las danzas de los egipcios, griegos y romanos habían sido instituidas en honor de sus dioses y se ejecutaban o en los templos como las danzas de los sacrificios, de los misterios de Isis, de Ceres o en las plazas públicas como las Bacanales o en los bosques, como las danzas rústicas, etc.
Los galos, los españoles, los alemanes, los ingleses han tenido también sus danzas sagradas. En todas las antiguas religiones, la danza ha sido mirada como una de las partes esenciales del culto que se tributaba a la Divinidad.
El pueblo ruso ha tenido aportes significativos también en este tipo de danza, siendo el trabajo desarrollado por George Ivanovich Gurdjieff con sus movimientos, uno de los más misteriosos y notables del último tiempo.